# أباثور

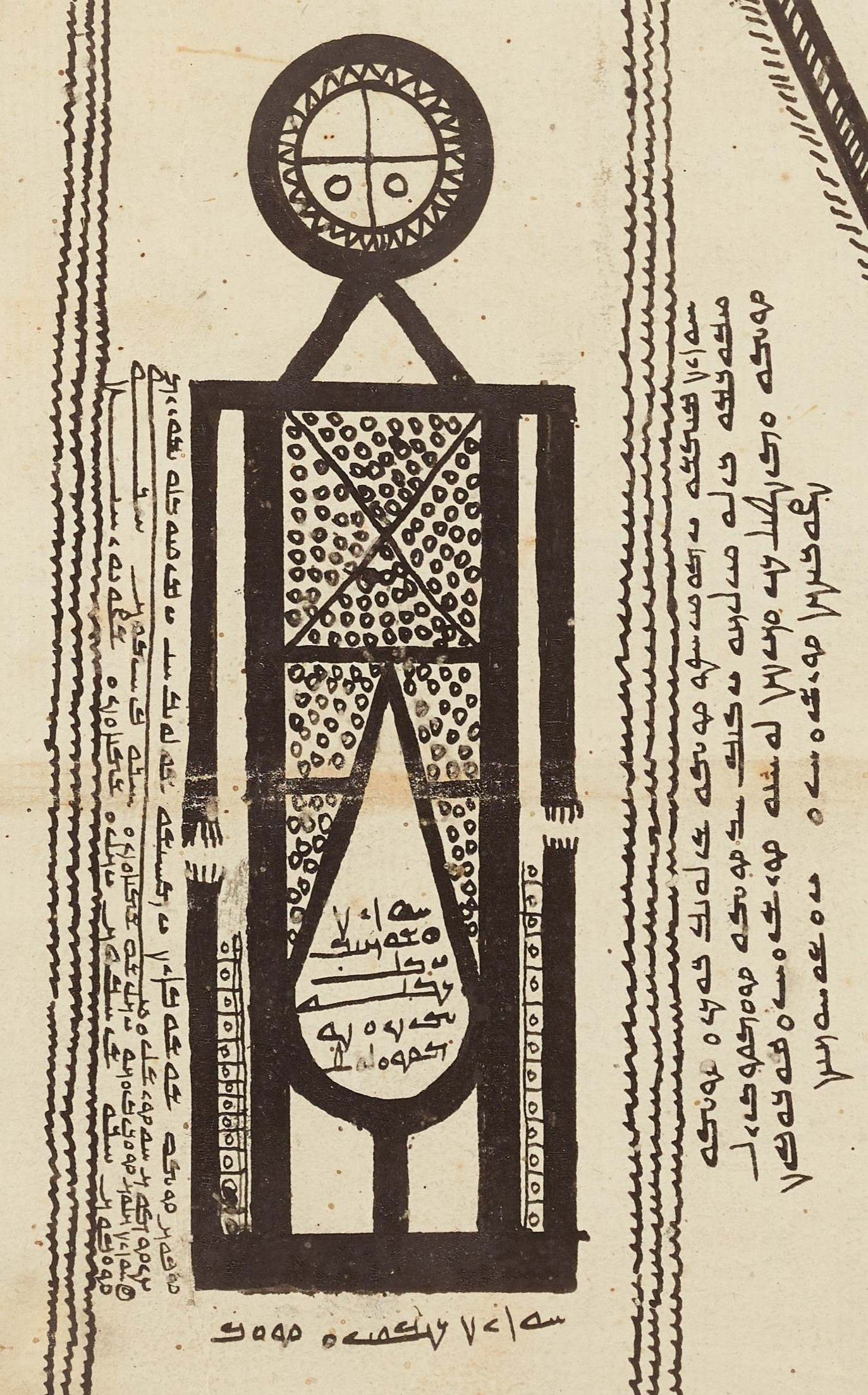
صورة أباثور من ديوان أباثور.

أباثور أو أبِتور أو أباثر (بالإنجليزية: Abathur or Abatur)‏ في الميثولوجيا الإيرانية القديمة، هو مخلوق يعمل قاضيًا على الأموات. اسمه يعني «هو والميزان» أو ما يشبه هذا المعنى. فهو يزن نفوس الموتى وأفعالهم ويقرر بحسب الوزن إن كانوا يذهبون إلى السماء أو إلى العالم السفلي. وكان أباثور يشخص الحياة الثالثة عند الشعوب القديمة لجنوب العراق والجنوب الغربي لإيران. وحسب الفلسفة الغنوصية هو والد الديمورجوس (الصانع). وبحسب المندائيين فإن ابن اباتور هو بتاحيل-أوثرا [الإنجليزية].

## في المندائية

### أباثر الميزان
كانت خطيئة أباثر أكبر من خطيئة يوشامن لأنه ذهب أبعد في البحث عن شكينات له خارج عالم النور، وكان يسمى أيضا (بهاق زیوا)، أي الضوء الناصع البياض، فهو أب الأثري (كما لقب نفسه هو وهي صيحة مارقة تشبه صيحة يوشامن: عظيم أنا) وقد ذهب أباثر إلى حدود عالم الظلام ونظر في الماء الآسن.
تصف مقطوعتان، يعتقد بأنهما عن أباثر، في كتاب يحيى ما كان عليه أباثر الذي وضع كملاك للميزان تحت عالم يوشامن في المطهر، لكنه يعتبر هذه المهمة إهانة له فيضجر منها ويكف الميزان عن وزن الأرواح، والملوثة منها بشكل خاص لكن صوت منقذ الأرواح يقول له:

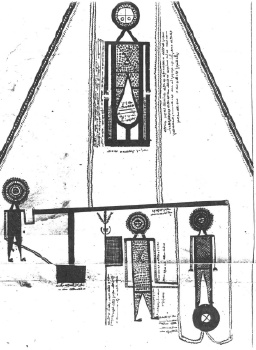
صورة أباثور من ديوان أباثور.

لكن أباثر يظل يندب حظه العاثر، مثل يوشامن، ويعترف بخطيئته:
لقد نسيني آبائي، فويل للأثرا الذي ينساه الآباء
كل أثرا لم يسمع أقوال آبائه، فإنهم ينزلونه ويرمونه عند
أبواب عالم الظلام. لم أسمع قول آبائي، فسقطت دون قيام،
وبحث دون جدوى، وعدوت دون أن أصل.
لقد حملت نفسي خطيئتي
جلست جنب الأسوار وألقيت حديثة سماويًا
قلت: إذا أصبح هادئا سأقف إلى جانب أولئك الذين يجاهدون من أجل خلاصهم.
قلت: إذا أصغيت لأقوال الحياة العظمی، فما أسمى الوسام الذي سيمنح لي.
قلت: إذا وجد المتواضع ونور الإيمان، فإن الكبير والصغير سيعبران نحوي.

قلت: ما أشد حزني على الذين تركوا تحت سطوة أور... ما أشد حزني على النبات المهجور الذي زرعته عند أبواب الظلام... هذا ما يحدث لكل من لا يكون هادئًا فالأثرا الهادئ، يمنح وسامًا سماويًا.